# La nave del tiempo
La nave del tiempo fue un cuaderno de aventuras, obra del guionista José Antonio Vidal Sales y el dibujante Ambrós, editado por Bruguera en 1954, dentro de su colección Suplemento de aventuras de "Pulgarcito". Constó de 10 entregas.
La nave del tiempo fue la primera serie realizada por Ambrós para editorial Bruguera, tras el éxito alcanzado con "Chispita" (Grafidea, 1951). Siguiendo la idea de La máquina del tiempo de H. G. Wells que ya había sido desarrollada en otros cómics como Brick Bradford, Vidal y Ambrós narran los viajes por el tiempo y el espacio que el profesor español Óscar Villar, acompañado de su hija y dos jóvenes, realizan con la máquina de su invención.
Con su variedad de épocas y escenarios, preparó a Ambrós para crear el Capitán Trueno.